# Religioni in Africa

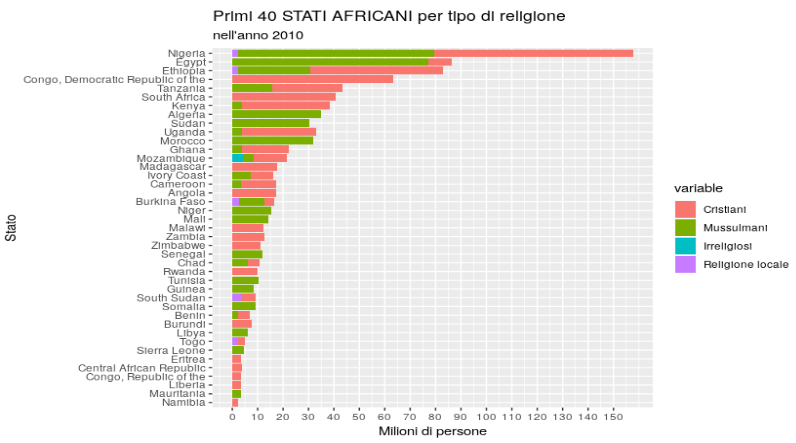
Fonte:The Global Religious Landscape: A Report on the Size and Distribution of the World's Major Religious Groups as of 2010 https://assets.pewresearch.org/wp-content/uploads/sites/11/2014/01/global-religion-full.pdf

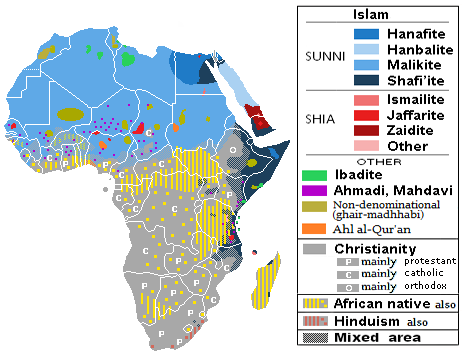
Divisione religiosa dell'Africa: tra islam (blu, rosso, verde, rosso, viola, arancione), cristianesimo (in grigio) e africane (in giallo)

La distribuzione delle religioni in Africa è molto complessa ed in gran parte riconducibile all'influenza del colonialismo, prima arabo (nel Nordafrica e in Africa orientale) e poi europeo. Le due fedi predominanti sono infatti il cristianesimo e l'islam, anche se spesso, soprattutto nell'Africa subsahariana, questi culti vengono combinati in maniera sincretica con quelli tradizionali delle religioni africane e dell'animismo.

## Religioni africane tradizionali
L'Africa comprende una vasta gamma di credenze tradizionali. Sebbene le usanze religiose siano spesso condivise da molte società locali, di solito sono uniche per le popolazioni o per le regioni geografiche specifiche prese in esame. Secondo il dottor J Omosade Awolalu, il "tradizionale" in questo contesto significa indigeno, ciò che è fondamentale, tramandato di generazione in generazione dagli anziani ai più giovani, inteso come per essere accolto e praticato oggi e per sempre; un patrimonio del passato da preservare, ma non trattato come una cosa del passato oramai non più valida, bensì quella credenza che collega il passato con il presente ed il presente con l'eternità.
Spesso si parla in termini di una singolarità intenzionale, purtuttavia consapevole del fatto che l'Africa è un grande continente con una moltitudine di nazioni che hanno culture complesse e variegate, innumerevoli lingue e miriadi di dialetti. L'essenza di questa scuola di pensiero si basa principalmente sulla trasmissione orale; ossia ciò che è scritto nel cuore delle persone, delle intelligenze, della storia tramandata, dei costumi, dei templi e delle funzioni religiose. Non ha fondatori o leader come Gautama Buddha, Cristo o Maometto; non ha missionari o l'intenzione precipua di propagare la fede o di fare proselitismo. Alcune delle religioni tradizionali africane sono quelle comprendenti la mitologia Yoruba, la religione dei Sérèr e le tradizioni Odinani dei popoli Igbo; ma sono presenti anche tra gli Ashanti (popolo), tra i Fon (popolo) e gli Ewe (popolo) del Benin, del Ghana e della Nigeria.

## Religioni abramitiche
La maggior parte degli africani sono aderenti del cristianesimo o dell'islam. Le innumerevoli popolazioni africane hanno spesso combinato la pratica della loro fede tradizionale con la pratica delle religioni abramitiche. Le religioni abramitiche sono diffuse in tutta l'Africa; si sono espanse sia attraverso la diffusione capillare missionaria o di conquista ed hanno col tempo sempre più sostituito le fedi religioni indigene africane, ma si sono spesso anche adattate ai contesti culturali e ai sistemi di credenze indigene. La World Book Encyclopedia ha stimato che nel 2002 i cristiani formavano all'incirca il 40% della popolazione del continente nero, con i musulmani che si erano assestati sul 45%; è stato inoltre stimato sempre per 2002 una percentuale invertita, con i cristiani che formano il 45% della popolazione africana e i musulmani il 40,6%.

### Ebraismo
Gli aderenti all'ebraismo si trovano sparsi in diversi paesi in tutta l'Africa; compresa i Falascia o Beta Israel d'Etiopia, gli Abayudaya dell'Uganda, la "Casa d'Israele" del Ghana, gli ebrei Igbo della Nigeria ed infine dei Lemba del Sudafrica.

## Induismo
L'induismo è esistito nel continente africano soprattutto a partire dalla fine del XIX secolo, Esso è la più grande religione delle isole Mascarene e molti altri paesi hanno templi indù, dal Kenya al Mozambico allo Zambia. Sarebbe anche secondo certi calcoli la religione a più rapida crescita in Ghana.

## Buddhismo e religioni cinesi
Il buddismo è una delle tradizioni religiose minoritarie in Africa, con circa 250.000 aderenti alla pratica, e fino a quasi 400.000 se combinato con il taoismo e la religione tradizionale cinese; comune per lo più tra i nuovi migranti cinesi (con una significativa percentuale a Mauritius, a Réunion e nel Sudafrica). Circa la metà di africani buddisti sono a tutt'oggi residenti nella repubblica sudafricana, mentre Mauritius ha la più alta percentuale di buddhisti del continente, tra il 1,5% al 2% della popolazione totale.

## Altre religioni
Anche altre fedi sono praticate in Africa, tra le altre lo Zoroastrismo ed il Rastafarianesimo.

## Irreligiosità
Un sondaggio Gallup mostra che l'irreligiosità comprende almeno il 20% dei cittadini sudafricani, attestandosi al 16% in Botswana, al 13% in Mozambico e in Togo, al 12% in Libia e Costa d'Avorio, al 10% in Etiopia e in Angola, al 9% in Sudan, Zimbabwe e Algeria, all'8% in Namibia ed infine al 7% in Madagascar.

## Distribuzione religiosa
| Paese                  | Cristianesimo % sul totale della popolazione | Islam % sul totale popolazione | Credenze religiose tradizionali e altre fedi % sul totale popolazione | Note                 |
| - Africa centrale -    | - Africa centrale -                          | - Africa centrale -            | - Africa centrale -                                                   | - Africa centrale -  |
| ---------------------- | -------------------------------------------- | ------------------------------ | --------------------------------------------------------------------- | -------------------- |
| Angola                 | 95                                           | 0.5                            | 4.5                                                                   | [ 21 ]               |
| Camerun                | 69.2                                         | 20.9                           | 9.9                                                                   | [ 22 ]               |
| Rep. Centrafricana     | 80.3                                         | 10.1                           | 9.6                                                                   | [ 23 ]               |
| Ciad                   | 34                                           | 53                             | 13                                                                    | [ 24 ]               |
| RD del Congo           | 95.8                                         | 1.5                            | 2.7                                                                   | [ 25 ]               |
| Rep. del Congo         | 85.9                                         | 1.2                            | 12.9                                                                  | [ 25 ]               |
| Guinea Equatoriale     | 93                                           | 1                              | 6                                                                     | [ 26 ]               |
| Gabon                  | 73                                           | 10                             | 17                                                                    | [ 27 ]               |
| São Tomé e Príncipe    | 97                                           | 2                              | 1                                                                     | [ 28 ]               |
| - Africa orientale -   |                                              |                                |                                                                       |                      |
| Burundi                | 75                                           | 5                              | 20                                                                    | [ 29 ]               |
| Comore                 | 2                                            | 98                             | 0                                                                     | [ 30 ]               |
| Kenya                  | 78                                           | 10                             | 12                                                                    | [ 31 ]               |
| Madagascar             | 41                                           | 7                              | 52                                                                    | [ 32 ]               |
| Malawi                 | 79.9                                         | 12.8                           | 7.3                                                                   | [ 33 ]               |
| Mauritius              | 32.2                                         | 16.6                           | 51.2                                                                  | [ 34 ]               |
| Mayotte                | 3                                            | 97                             | 0                                                                     | [ 35 ]               |
| Mozambico              | 56.1                                         | 17.9                           | 26                                                                    | [ 36 ]               |
| La Riunione            | 84.9                                         | 2.1                            | 13                                                                    | [ 37 ]               |
| Ruanda                 | 93.6                                         | 4.6                            | 1.8                                                                   | [ 38 ]               |
| Seychelles             | 93.1                                         | 1.1                            | 5.8                                                                   | [ 39 ]               |
| Sudan del Sud          | 60.5                                         | 6.2                            | 32.9                                                                  | [ 25 ]               |
| Tanzania               | 61                                           | 35                             | 4                                                                     | [ 40 ] [ 41 ]        |
| Uganda                 | 84                                           | 12                             | 4                                                                     | [ 42 ]               |
| Zambia                 | 87                                           | 1                              | 12                                                                    | [ 43 ]               |
| - Corno d'Africa -     |                                              |                                |                                                                       |                      |
| Gibuti                 | 6                                            | 94                             | 0                                                                     | [ 44 ]               |
| Eritrea                | 62.5                                         | 36.5                           | 1                                                                     | [ 45 ]               |
| Etiopia                | 62.8                                         | 33.9                           | 3.3                                                                   | [ 46 ]               |
| Somalia                | 0                                            | 100                            | 0                                                                     | [ 47 ]               |
| - Africa del Nord -    |                                              |                                |                                                                       |                      |
| Algeria                | 1                                            | 99                             | 0                                                                     | [ 48 ]               |
| Egitto                 | 10                                           | 90                             | 0                                                                     | [ 49 ]               |
| Libia                  | 1                                            | 97                             | 2                                                                     | [ 50 ]               |
| Marocco                | 1.1                                          | 98.7                           | 0.2                                                                   | [ 51 ]               |
| Sahara Occidentale     | 0                                            | 100                            | 0                                                                     | [ 52 ]               |
| Sudan                  | 3                                            | 97                             | 0                                                                     | [ 53 ]               |
| Tunisia                | 1                                            | 98                             | 1                                                                     | [ 54 ]               |
| - Africa meridionale - |                                              |                                |                                                                       |                      |
| Botswana               | 71.6                                         | 0.3                            | 28.1                                                                  | [ 55 ]               |
| Lesotho                | 90                                           | 0                              | 10                                                                    | [ 56 ]               |
| Namibia                | 90                                           | 0                              | 10                                                                    | [ 57 ]               |
| Sudafrica              | 79.7                                         | 1.5                            | 18.8                                                                  | [ 58 ]               |
| eSwatini               | 90                                           | 1                              | 9                                                                     | [ 59 ]               |
| Zimbabwe               | 84                                           | 1                              | 15                                                                    | [ 60 ]               |
| - Africa occidentale - |                                              |                                |                                                                       |                      |
| Benin                  | 42.8                                         | 24.4                           | 32.8                                                                  | [ 61 ]               |
| Burkina Faso           | 23                                           | 61                             | 16                                                                    | [ 62 ]               |
| Capo Verde             | 99                                           | 0                              | 1                                                                     | [ 63 ]               |
| Costa d'Avorio         | 32.6                                         | 38.6                           | 25.0                                                                  | [ 64 ]               |
| Gambia                 | 9                                            | 90                             | 1                                                                     | [ 65 ]               |
| Ghana                  | 71.2                                         | 17.6                           | 11.2                                                                  | [ 66 ]               |
| Guinea                 | 10                                           | 85                             | 5                                                                     | [ 67 ]               |
| Guinea-Bissau          | 10                                           | 50                             | 40                                                                    | [ 68 ]               |
| Liberia                | 85.5                                         | 12.2                           | 2.2                                                                   | [ 69 ]               |
| Mali                   | 5                                            | 90                             | 5                                                                     | [ 70 ]               |
| Mauritania             | 0                                            | 100                            | 0                                                                     | [ 71 ]               |
| Niger                  | 5                                            | 90                             | 5                                                                     | [ 72 ]               |
| Nigeria                | 50.8                                         | 47.8                           | 1.4                                                                   | [ 73 ] [ 74 ] [ 75 ] |
| Senegal                | 5                                            | 94                             | 1                                                                     | [ 76 ]               |
| Sierra Leone           | 21                                           | 77                             | 2                                                                     | [ 77 ]               |
| Togo                   | 29                                           | 20                             | 51                                                                    | [ 78 ]               |